# Diges
 Diges  es una comuna y población de Francia, en la región de Borgoña, departamento de Yonne, en el distrito de Auxerre y cantón de Toucy.
Su población en el censo de 2013 era de 1.151 habitantes. Sus habitantes se llaman en idioma francés Digeois y Digeoises. 
Está integrada en la Communauté de communes du Toucycois .
Élisabeth Travaillée, elegida en 2008, es la primera alcaldesa de la historia del municipio. 
El alcalde actual es Jean-Luc Vandaèle.

## Geografía
Diges es constituido por 78 aldeas y lieux-dits (en francés, un lieu-dit es un lugar, no obligatoriamente poblado, al cual se ha sido decidido de darle un nombre). Los 78 aldeas y lieux-dits son :

ANNINS,
ARQUENEUF,
BARRATS,
BOIS CIVERT,
BOIS DE VARENNES,
BOIVINS,
BOUGETS,
BRULIS,
BUISSON BARDEAU,
CHAINEE,
CHAMP MOREAU,
CHAMPCLOS,
CHAMPOINTS,
CHAMPS CHARIER,
CHAMPS DE LA LOGE,
CHAMPS DE MELLY,
CHASSEIGNE,
CHAUME CONTENT,
CHENEAUX,
CHENEVIERES DE MONCHENOT,
COGNATS,
COLOMBIER,
COUR BARRAT,
CRAYOTS,
DESCHAMPS,
FONTAINE AU VERS,
FONTAINE DU SAULE,
FORET,
FRITONS D'EN BAS,
FRITONS D'EN HAUT,
GARE DE DIGES,
GARE DE SAUILLY,
GARENNE,
GATE BLED,
GOGOT,
GOUFFIERS,
GRAND BUISSON,
GRANDS BOULATS,
GRANDS BUISSONS,
GRONIERS,
GUERANDS,
GUICHARMES,
HALTE DE LEUGNY,
JACQUOTS,
JOLIVETS D'EN BAS,
JOLIVETS D'EN HAUT,
LA CROIX SONNER,
LALLIERS,
MARCEAUX,
MONTCHENOT,
MOULIN COTTIN,
MOULIN GRILOT BOUCHIS,
MOULIN RAGON,
MOURRONS,
PEUX,
PIERRE DES PLOMBS,
PIERRE DU RU,
PRESSOIR,
PROUX,
RECASSIS,
REVILLONNES,
RIOT D'EN BAS,
RIOT D'EN HAUT,
ROBLOTTERIE,
SABLONNIERE,
SAUILLY,
SIMONNETS,
SOUMETTRIE,
SOUS SAINT GERMAIN,
TREILLES,
TUILERIE,
VARENNE,
VAUBOURREES,
VAUX ROFOTS,
VERRERIE BASSE,
VERRERIE HAUTE,
VIVIER,
VOLVENT.

## Historia
Carlos el Calvo muy creyente, tenía una devoción particular para San Germán de Auxerre. Testimonió de su solicitud con la abadía de San Germán de Auxerre ofreciéndolo numerosas tierras. Es así como propiedades ubicadas en Sauilly, luego en Volvent, Arqueneuf y Bernay (actualmente llamado Sous-Saint-Germain) llegaron a ser la propiedad de la abadía de San Germán.
Hacia 990, Héribert el obispo de Auxerre hizo una donación de once iglesias de su diócesis cuyo " Saint-Martin de Diges ". Es la primera vez cuando el nombre del pueblo aparece en un texto. Así las tres tierras de Sauilly, Arqueneuf y Bernay fueron reunidas en una sola parroquia y formaron el señorío de Diges.
A principios del siglo XII, Gervais el abad de San Germán tomó medidas para proteger sus bienes contra el saqueo, hizo cercar con murallas el pueblo de Diges y edificó una fortaleza al interior. Un poco más tarde, por un acto firmado en 1161, Guillaume el conde de Auxerre " deja a los monjes el derecho de casa rural que tenía en el burgo y la fortaleza de Diges " El monasterio se desarrolló y su influencia superó misma los límites regionales.
La fortaleza fue sacada y saqueada durante la Guerra de los Cien Años. Pero bajo de Francisco I de Francia, el castillo de Diges fue restaurado en 1576 por el abad François de Beaucaire.
El 30 de junio de 1792 tuvo lugar la venta de los bienes eclesiásticos dependiente de la abadía de San Germán en Diges cuyo el alcázar. El comprador lo convierte en granja y luego fue desocupado durante numerosas décadas. El castillo de Diges fue inscrito al inventario suplementario de los monumentos históricos en 1931, pero sufrió los ultrajes del tiempo. Recomprado en 1963, está restaurando, es el testigo majestuoso de la historia de Diges.
Diges fue asociado a los ferrocarriles desde 1886 hasta 1952 ya que su territorio cuenta dos estaciones Diges-Pourrain y Sauilly. Estas estaciones estaban situadas en la línea Auxerre-Gien.
La historia de Diges también fue marcada por Marie Noël. Esta poetisa pasa sus vacaciones de verano entre 1928 y 1956 en el pueblo. Le gustaba Diges profunda y fielmente y su última visita en 1967 fecha de algunos meses antes de su muerte. Siempre se quedará muy apegada a este pueblo y para probárselo ofrecerá el reloj que siempre está en el ayuntamiento.

## Demografía
| 761 | 823 | 699 | 825 | 956 | 1066 |
| Para los censos de 1962 a 1999 la población legal corresponde a la población sin duplicidades (Fuente: INSEE [Consultar]) |     |     |     |     |      |

## Lugares y monumentos
- Iglesia fortificada de los siglos XX-XVI
- Dos castillos medievales en Diges y en Sauilly
- Antigua fábrica de ocre en Sauilly llamada en francés "Ocrerie de Sauilly" : Es uno de los últimos vestigios de la actividad del ocre del Auxerrois. Creada en el segundo cuarto del siglo XIX, se quedó en actividad hasta el año 1961. Desde 1999 forma parte de los Monumentos históricos de Francia.